# Hamilton (Ohio)
Hamilton é uma cidade localizada no estado norte-americano de Ohio, no Condado de Butler.

## Demografia
Segundo o censo norte-americano de 2000, a sua população era de 60.690 habitantes.
Em 2006, foi estimada uma população de 62.130, um aumento de 1440 (2.4%).

## Geografia
De acordo com o United States Census Bureau tem uma área de
57,2 km², dos quais 56,0 km² cobertos por terra e 1,2 km² cobertos por água. Hamilton localiza-se a aproximadamente 184 m acima do nível do mar.

## Localidades na vizinhança
O diagrama seguinte representa as localidades num raio de 12 km ao redor de Hamilton.